# Liste des édifices labellisés « Patrimoine du XXe siècle » de la Vendée
La liste des édifices labellisés « Patrimoine du XXe siècle » de la Vendée recense de manière exhaustive les édifices disposant du label officiel français « Patrimoine du XXe siècle » situés dans le département français de la Vendée. Chacun de ces édifices est accompagné de sa notice sur la base Mérimée et de sa date de labellisation

## Liste
| Monument                                                    | Commune                 | Adresse                              | Coordonnées                        | Notice | Date | Illustration               |
| ----------------------------------------------------------- | ----------------------- | ------------------------------------ | ---------------------------------- | ------ | ---- | -------------------------- |
| ancien « Garage moderne »                                   | Challans                | 46, rue Bonnefontaine                | 46° 50′ 51″ nord, 1° 52′ 31″ ouest |        | 2011 | Image manquante Téléverser |
| usine de transformateurs BC,puis usine Horoquartz           | Fontenay-le-Comte       | 44, rue de la Capitale du Bas-Poitou | 46° 27′ 21″ nord, 0° 46′ 58″ ouest |        | 2003 | Image manquante Téléverser |
| Blockhaus                                                   | La Guérinière           |                                      | 46° 57′ 55″ nord, 2° 14′ 34″ ouest |        | 2009 | Image manquante Téléverser |
| Blockhaus                                                   | Noirmoutier             | pointe de l’Herbaudière              | 47° 01′ 29″ nord, 2° 18′ 24″ ouest |        | 2009 | Image manquante Téléverser |
| Unité fonctionnelle scolaire de l'Institution Saint-Gabriel | Saint-Laurent-sur-Sèvre | 32, rue du Calvaire                  | 46° 57′ 34″ nord, 0° 53′ 29″ ouest |        | 2013 | Image manquante Téléverser |